# 辛亥迫害
辛亥迫害（：／ Sinhae Bakhae ?），又稱辛亥教難（：／ Sinhae Gyonan ?）、 珍山事件（：／ Jinsan Sageon ?），舊稱辛亥邪獄（：／ Sinhae Saok ?），是1791年朝鮮王朝打壓天主教的事件。

## 背景
1785年春，发生乙巳秋曹摘發事件。大臣纷纷上疏攻击天主教为“邪教”，李檗、李承薰等迫于压力脱离天主教。然而朝鲜天主教很快死灰复燃。1786年，李承薰复建教会，违反教会规定封權日身为主教，崔昌顯等人为神父。1787年冬，李承薰、丁若镛等在泮村（成均馆一带）秘密传教，被成均馆儒生李基慶、洪樂安等发觉，但未被朝廷得知，是为“丁未泮会事件”。
李承薰通过教徒尹有一联系北京主教汤士选，尹有一于1786年、1787年两次作为燕行使到北京教会，汤士选接见尹有一时表示禁止朝鲜人自封主教、禁止祭祖。于是李承薰等朝鲜人表示听从指示。

## 过程
1791年，全羅道珍山天主教徒尹持忠（丁若镛、丁若鍾的外从兄弟）母亲去世，他与其从弟權尚然进行埋葬后不按儒家规范设神主、祭祀，被洪乐安告发，处以死刑，成为韩国天主教历史上最早的两位殉道者。李承薰、权日身受牵连分别被流放全罗道礼山和济州岛（权日身死于途中）。

## 影响
1783年李承熏在北京天主教北堂接受梁栋材神父洗礼。1794年，信徒44名。至1801年辛酉邪獄时，信徒人数达10000名，以辛亥邪獄为界，朝鲜天主教指导层和信徒构成均发生显著变化。辛亥邪獄前，朝鲜天主教指导者312人，其中两班8人，中人3人，良人1人，辛亥邪獄后，指导层38名中两班9人，中人21人，良人5人，身份不详者3人，爱好西学者接受汉译书籍介绍的“补儒论”式天主教士人阶层大部分脱离了天主教。受儒教影响较小、主要出于宗教信仰而入教的中人阶层增加。儒教秩序下受封建等级和社会规范压力下的底层庶民和贱民，出于宗教信仰而入教，中人阶层成为领导者。西学和西教开始分离。天主教从士大夫吸收西学的研究转变为底层民众宗教，是导致19世纪朝鲜西学凋零的一个重要原因。